# Płoniawy-Bramura
Płoniawy-Bramura è un comune rurale polacco del distretto di Maków, nel voivodato della Masovia.
Ricopre una superficie di 134,96 km² e nel 2004 contava 5 923 abitanti.